# نیروی هوایی تایوان
نیروی هوایی جمهوری چین (تایوان) (به چینی: 中華民國空軍 و به اختصار:  ROCAF) شاخه هوایی ارتش جمهوری چین یا تایوان و مأموریت اصلی آن دفاع از حریم هوایی و مرزهای تایوان است.
اولویت اصلی برای ROCAF افزایش برد شناسایی و رهگیری جنگنده‌های خود و یکپارچه سازی سیستم‌های راداری و ضد هوایی مستقر در خاک تایوان و افزایش سلاحهای تهاجمی، به خدمت گرفتن جنگنده‌های مدرن و مقاوم‌سازی فرودگاه‌ها و سایر تأسیسات خود در برار حملات غافلگیرانه دشمن برای افزایش توان رزمی خود می‌باشد.
در سال ۲۰۰۵ بنا بر تصمیم فرماندهی نیروهای مسلح کشور تایوان، فرماندهی کلیه سیستم‌های موشکی تهاجمی تایوان تحت فرماندهی نیروی هوایی تایوان درآمد. پس از این تغییر فرماندهی کلیه واحدهای SAM کوتاه‌برد و میان‌برد ارتش تایوان تحت فرماندهی نیروی هوایی تایوان درآمدند.
در ژوئیه سال ۲۰۱۰، Bruce Lemkin جانشین سابق فرماندهی نیروی هوایی ایالات متحده آمریکا ادعا کرد که توان رزمی نیروی هوایی تایوان برای دفاع از حریم هوایی خود به دلیل فرسوده بودن جنگند ه‌هایش به میزان زیادی کاهش یافته است و واگذاری جنگنده‌های جدید به نیروی هوایی تایوان یک اولویت جدی است.

## تاریخچه نیروی هوایی تایوان
نیروی هوایی تایوان (جمهوری چین) به‌طور رسماً در سال ۱۹۲۰ آغاز بکار نمود زمانی که دولت جمهوری چین بر تمامی سرزمین چین (چین و مغولستان) حکومت می‌کرد. در این زمان تعدادی هواپیما از گونه‌های مختلف خریداری گشته و توسط افسران عالیرتبه چینی برای رقابت بر سر در دست گرفتن قدرت در چین استفاده می‌شد تا اینکه در سال ۱۹۲۸ گروه‌های مختلف چینی با یکدیگر متحد گشتند.
در خلال جنگ چین و ژاپن (۱۹۴۵–۱۹۳۷) که بخشی از جنگ جهانی دوم بود، ROCAF نیز در حمله علیه جنگنده‌های متخاصم ژاپنی در منطقه خاور دور سهیم بود. جنگنده‌های چینی درگیر در جنگ در ابتدا شامل جنگنده‌هایی از نوع Curtiss Hawk 2,3 و Boeing P-26 مدل ۲۸۱ بودند و در بسیاری از جنگ‌های بزرگ هوایی که از ۱۴ اگوست ۱۹۳۷ که با حمله سریع و ناگهانی جنگنده‌های نیروی دریایی سلطنتی ژاپن به پایگاه هوایی "۸۱۴" چین آغاز گردید شرکت داشتند. از همین رو این تاریخ یعنی ۱۴ اگوست در تقویم جمهوری چین به روز نیروی هوایی نامگذاری گردیده است.
درگیری جنگنده‌های چینی Boeing P-26/281 با جنگنده‌های ژاپنی Mitsubishi A5M اولین درگیری بزرگ مابین هواپیماهای تمام فلزی و تک باله در تاریخ جنگ‌های هوایی دنیا است.
در عملیات منحصر به فردی در آوریل سال ۱۹۳۸ دو فروند بمب افکن Martin B-10 متعلق به ROCAF بر فراز خاک ژاپن مشاهده گردیدند در حالیکه تنها مشغول فروریختن برگه‌های تبلیغاتی بر فراز شهرهای ناگازاکی و ساکای ژاپن بودند.
در نیمه پایانی جنگ چین و ژاپن و از سال ۱۹۴۱ در زمانیکه نیروی هوایی تایوان به شدت مشغول جنگ با نیروی هوایی و زمینی ارتش سلطنتی ژاپن بود، تعداد زیادی از خلبانان آمریکایی به یاری ROCAF آمدند.

## جنگ سرد
پس از پایان جنگ جهانی و در بحبوحه جنگ داخلی چین میان دولت جمهوری چین به ریاست چیانگ کای شک (که به جزیره تایوان گریخته بودند) و اعضای حزب کمونیست چین، نیروی هوایی جمهوری چین (تایوان) حداقل ۱۱ درگیری هوا به هوا با جنگنده‌های ارتش خلق چین(PLA) در اطراف حریم هوایی جزیره تایوان وبر فراز آب‌های تنگه تایوان داشت و مقامات ROCAF ادعا می‌کنند در این نبردها به نسبت ۳۱ به ۱ پیروزی هوایی در برابر نیروی هوایی خلق چین (PLAAF) دست یافته‌اند.
و در نهایت فرماندهی ارتش جمهوری چین در سال ۱۹۴۹ به دلیل شکست در جنگ داخلی مقابل حزب کمونیست به جزیره تایوان منتقل گردید. ROCAF در همان سال نقش مهمی در جلوگیری نمودن از پیروزی ارتش خلق چین (PLA) در نبرد Guningtou ایفا نمود.
در اوایل دهه پنجاه میلادی ROCAF به صورت مرتب به انجام گشت‌های هوایی بر فراز منطقه تنگه تایوان می‌پرداخت و بارها با جنگنده‌های نیروی هوایی حکومت کمونیستی چین (PLAAF) درگیر می‌شد و در این زمان ایالات متحده آمریکا ،ROCAF را به تعدادی از جنگنده‌های مدرن ساخت خود از جمله جنگنده جت F-86 Sabre مجهز نمود.
در طول سال‌های جنگ سرد نیز گشت‌های هوایی ROCAF بر فراز تنگه تایوان و درگیری‌های گاه‌وبیگاه با جگنده‌های PLAAF ادامه داشت. در آن زمان نیروی هوایی تایوان تبدیل به آزمایشگاهی برای محک زدن جنگنده‌ها و تجهیزات جدید ساخت آمریکا گشته بود.
اولین پیروزی هوایی با استفاده از موشک‌های هوا به هوا برای ROCAF توسط یک فروند F-86 Sabre تایوانی و با شلیک یک فروند موشک AIM-9 Sidewinder (در ان زمان امریکابه تازگی دست به تولید آزمایشی سایندوندر زده بود) به ثبت رسید.
همچنین در ان سال‌ها خلبانان اسکادران بلک کت(Black Cat) ROCAF با کمک نیروی هوایی آمریکا با به پرواز درآوردن هواپیمای بلند پرواز U2 دست به انجام عملیاتهای جاسوسی بر فراز خاک اصلی چین می‌پرداختند. اسکادران Black Cat در مجموع ۱۰۲ عملیات شناسایی بر فراز خاک چین انجام داد و در مجموع نیز ۵ فروند از هواپیماهای خود را که همگی ان ۵ فروند مورد اصابت سیستم موشکی زمین به هوای سام ۲ چین قرار گرفته بودند را از دست داد.

## موجودی هواپیما
در حال حاضر نیروی هوایی تایوان از بیش از ۴۰۰ فروند هواپیمای نظامی تشکیل شده است که قسمت عمده ان را جنگنده آمریکایی F-16 و جنگنده تایوانی و چند منظوره F-CK-1 IDF و نیز جنگنده فرانسوی Mirage-2000 تشکیل داده است و جنگنده‌های قدیمی F-5 نیز به تدریج وارد فاز بازنشستگی و جایگزینی می‌گردند.
برنامه توسعه و ساخت جنگنده بومی در تایوان از سال ۱۹۸۴ به دلیل عدم فروش F-16 از جانب آمریکا به نیروی هوایی تایوان آغاز شد. جنگنده بومی تایوان در سال ۱۹۸۹ اولین پرواز خود را انجام داد و در سال ۱۹۹۴ وارد خدمت شد و پس از ان بود که ROCAF اجازه خرید F-16 از آمریکا و Mirage-2000 را از فرانسه نیز دریافت نمود.
در حال حاضر تأمین‌کننده اصلی تجهیزات ROCAF ایالات متحده آمریکا می‌باشد که علاوه بر فروش تسلیحات به نیروی هوایی تایوان خلبانان تایوانی را نیز در پایگاه هوایی Luke واقع در اریزونا تحت آموزش قرار می‌دهد.
در ژانویه سال 2006 ROCAF اعلام نمود که علاقه به خرید تعدادی جنگنده عمود پرواز و همچنین جنگنده‌های آمریکایی F-35 دارد. همچنین از تصمیم خود برای اپگرید نمودن F-16ها و Mirage-2000های خود خبر داد. همچنین اعلام شد که احتمال خریداری نمودن تعدادی جنگنده دست دوم F-15 نیز از آمریکا وجود دارد.
با اینحال آمریکا امکان فروش F-35 و F-15 را به تایوان منتفی دانست ولی اطلاعی از واکنش دولت فرانسه در قبال پیشنهاد تایوان در دست نیست.
تایوان ۶۶ فروند جنگنده جنرال داینامیکس اف-۱۶ فایتینگ فالکن سفارش داده است که در اوایل سال ۲۰۲۴ تحویل داده می‌شود
| Aircraft                            | Origin              | Type                                        | Versions              | In service      | Notes |                 |
| هواپیمای جنگنده                     | هواپیمای جنگنده     | هواپیمای جنگنده                             | هواپیمای جنگنده       | هواپیمای جنگنده | هواپیمای جنگنده | هواپیمای جنگنده |
| ----------------------------------- | ------------------- | ------------------------------------------- | --------------------- | --------------- | --- | --------------- |
| جنرال داینامیکس اف-۱۶ فایتینگ فالکن | ایالات متحده آمریکا | جنگنده چندمنظوره                            | F-16 A/B Block ۲۰     | ۱۴۵             | ،۲۰۲ فروند موجود است ۶۶ فروند دیگر سفارش داده شده |                 |
| داسو میراژ-۲۰۰۰                     | فرانسه              | جنگنده چندمنظوره                            | Mirage 2000-5EI/DI    | ۵۶              | 48 Mirage 2000Ei and 12 Mirage 2000Di received |                 |
| ای آی دی سی اف-سی کی-۱ چینگ کو      | تایوان              | جنگنده چندمنظوره                            | F-CK-1A/B             | ۱۲۶             | 131 F-CK-1 IDF received. At least 1 wing expected start the upgrade to F-CK-1C/D standard by end of 2008 (First batch F-CK-1 A/B MLU delivered at ۲۰۱۱/۰۶/۳۰) |                 |
| نورثرپ اف-۵                         | ایالات متحده آمریکا | Fighter                                     | F-5E/F                | 32/32           | 28 F-5E/F transferred from US from 1973 to May 1975, and 308 F-5E/F built locally under license by AIDC from 1973 to 1986. 32 F-5E/RF-5E, 33 F-5F two seaters. Besides the limited number of F-5E/F in service, another ~90 to 100 in reserve status. |                 |
| Early Warning Aircraft              |                     |                                             |                       |                 | |                 |
| گرومن ئی-۲ هاوک آی                  | ایالات متحده آمریکا | سامانه کنترل و هشدار زودهنگام هوابرد(AEW&C) | E-2TE-2C Hawkeye ۲۰۰۰ | ۲۴              | Four E-2T authorized upgraded to Hawkeye 2000 standard on 10/2008. Two E-2T(s/n 2503 and 2504) sent to US on June 23, 2010 for the planned upgrade, returned to Taiwan December 18, 2011, will back in service by end of 2011. 2nd pair(s/n 2501 and 2502) were loaded on ship and sent to US for upgrade on November 8, 2011. #2503 crashed landed during touch-and-go practice without landing gears deployed on 03/20/97. Damages were very extensive that another E-2C body was used to rebuilt by Singapore Aerospace, but still sporting #2503's b/n. |                 |
| هواگرد شناسایی                      |                     |                                             |                       |                 | |                 |
| Northrop RF-5E Tigergazer           | ایالات متحده آمریکا | عملیات شناسایی                              | RF-5E                 | 5               | 7 low airframe hours F-5E sent to Singapore Aerospace and converted to RF-5E Tigergazer. |                 |
| Lockheed RF-16 Fighting Falcon      | ایالات متحده آمریکا | Multirole Fighter/Reconnaissance            | F-16 A/B Block 20     | 8               | 8 F-16A/B are assigned to 12th TRS as recon aircraft with yet unknown recon pod. |                 |
| هواپیمای آموزشی                     |                     |                                             |                       |                 | |                 |
| AIDC AT-3 Tzu Chung                 | تایوان              | Advance Trainer                             | AT-3A/B               | 36/17           | Also 2 A-3 attack version were built, 901 and 902, retired and on display. |                 |
| Beechcraft T-34 Mentor              | ایالات متحده آمریکا | Basic Trainer                               | US-1A                 | ۳۶              | |                 |
| Transport Aircraft                  |                     |                                             |                       |                 | |                 |
| لاکهید سی-۱۳۰ هرکولس                | ایالات متحده آمریکا | Tactical Transportجاسوسی سیگنال             | C-130HC-130HE         | 191             | 20 received. #1310 lost on 10-10-1997. Last 8 C-130H received in 1990s believed to be C-130H-30 version. Modified in Taiwan |                 |
| Beechcraft 1900C                    | ایالات متحده آمریکا | VIP Transport                               | B-1900C               | 11              | 12 received. 2 are use for airbase radar calibration. Several B-1900 also fly down to Kangshan AB daily for Air Force Academy transport training needs. |                 |
| فوکر ۵۰                             | هلند                | VIP Transport                               | F50                   | ۳               | |                 |
| بوئینگ ۷۳۷                          | ایالات متحده آمریکا | VIP Transport                               | B737-800              | 1               | Air Force One |                 |
| بالگرد                              |                     |                                             |                       |                 | |                 |
| Sikorsky S-70C Blue Hawk            | ایالات متحده آمریکا | Search and Rescue                           | S-70C-1/1A/6          | 16              | One lost to crash 26 March 2012. 3 S-70C-1(VIP only), 10 S-70C1A, 3 S-70C-۶ |                 |
| Eurocopter EC-225 Super Puma        | اتحادیه اروپا       | Search and Rescue                           | EC-225                | 0+3(+17)        | 3 ordered on Feb 2010, with option for 17 more. Delivered Nov 26, 2011 in France. Official handed over on Dec. 15, 2011 in Taiwan. Expect achieve IOC and enter service on July ۱, ۲۰۱۲. |                 |

## موجودی موشک
| Missile                | Origin              | Type                           | Versions                     | In service    | Notes |               |
| موشک هوابه‌هوا          | موشک هوابه‌هوا       | موشک هوابه‌هوا                  | موشک هوابه‌هوا                | موشک هوابه‌هوا | موشک هوابه‌هوا | موشک هوابه‌هوا |
| ---------------------- | ------------------- | ------------------------------ | ---------------------------- | ------------- | --- | ------------- |
| ایم-۱۲۰ آمرام          | ایالات متحده آمریکا | Medium-range Active Radar      | AIM-120C-5 AIM-120C-7        | 120 218       | 200 authorized for sales by US back in 2000, but only 120 ordered. Ordered. For F-16 fleet |               |
| ایم-۷ اسپارو           | ایالات متحده آمریکا | Medium-range Semi-Active Radar | AIM-7M                       | 605           | 600 in 1992 F-16 deal, 5 in 2006 for Shootex in Luke AFB. For F-16 Fleet. All now in reserve. |               |
| MBDA MICA              | فرانسه              | Medium-range Active Radar      |                              | 960           | For Mirage 2000-5 fleet |               |
| Sky Sword II           | تایوان              | Medium-range Active Radar      | TC-2                         | 250+          | For IDF fleet. ROCAF received new batch of new model of TC-2, ordered from CSIST, number unknown. |               |
| ایم-۹ سایدوایندر       | ایالات متحده آمریکا | Short-range IR Guided          | AIM-9BAIM-9J/NAIM-9MAIM-9M-2 | 5702066900192 | AIM-9B: 350 in 1955, 220 in 1959.(Believe all AIM-9B missiles were rebuilt to AIM-9E, then rebuilt again to AIM-9J/N (current status unknown)AIM-9J/N: 1850 in 1974, 216 in 1983.(At least 1314 AIM-9J/N missiles were rebuilt/upgraded to AIM-9P4 standard.)For IDF, F-5E/F and AT-3 fleet.AIM-9M: 900 in 1997. For F-16 FleetAIM-9M-2: 182 in 2003, 10 in 2006. Total 3728 AIM-9 missiles received. |               |
| Magic II               | فرانسه              | Short-range IR Guided          | R550                         | 480           | For Mirage 2000-5 fleet. |               |
| Sky Sword I            | تایوان              | Short-range IR Guided          | TC-1                         | 300           | For IDF Fleet. |               |
| Air-to-ground missiles |                     |                                |                              |               | |               |
| AGM-65 Maverick        | ایالات متحده آمریکا | Air-to-ground                  | AGM-65B AGM-65G AGM-65G2     | 500 40 234    | For F-5E/F and F-16 fleet. For F-16 fleet. Ordered. For F-16 fleet. |               |
| موشک ضدکشتی            |                     |                                |                              |               | |               |
| AGM-84 Harpoon         | ایالات متحده آمریکا | Anti-ship                      | AGM-84G AGM-84L              | 8 110         | 58 ordered, 50 later upgraded to AGM-84L version 60 + 50 upgrade kits ordered, for F-16 fleet. |               |

## سیستم دفاع هوایی
| Platform                                      | Origin              | Type                         | In service | Notes |
| --------------------------------------------- | ------------------- | ---------------------------- | ---------- | --- |
| PAC-2 batteries with 200 GEM missiles         | ایالات متحده آمریکا | SAM                          | 3          | Upgrading to PAC-3 batteries. 1 battery is done and sent back to Nang Kang missile defense base at Taiwan, 2nd battery at Wang Li missile defense base was sent to US for the PAC-3 upgrade and refurbish.                                                         |
| PAC-3 batteries with 444 PAC-3 missiles       | ایالات متحده آمریکا | SAM                          | 7          | Ordered |
| Sky Bow I/Sky Bow II/Sky Bow III batteries    | تایوان              | SAM                          | 6          | Sky Bow I missiles phased out by ۲۰۱۵; Sky Bow III missiles to be introduced |
| MIM-23 HAWK batteries                         | ایالات متحده آمریکا | SAM                          | 19         | With 932 rounds of missiles. Expect to replace by 12 Sky Bow II batteries after in 2010 Currently 12 Phase III and 7 Phase I batteries. |
| Skyguard radar system with RIM-7M Sparrow SAM | سوئیس               | SAM with OTO twin 35mm AAA   | 24         | 6 batteries, each with 4 radars, introduced into service from 1979 to 1981, 35mm AAA were GDF-003 version, with 500 RIM-7M missiles and launchers entered service in 1991. 35mm AAA were upgraded in 2009 to GDF-006 version to fire AHEAD rounds. Airbase defense |
| Antelope System with TC-1 AAM                 | تایوان              | SAM with Bofors 40mm/L70 AAA | 6          | 6 batteries, airbase defense |